# Đám rối mạch mạc
Đám rối mạch mạc (tiếng Anh: choroid plexus) là một đám rối các tế bào sản sinh dịch não tủy (DNT) của hệ thần kinh trung ương. DNT được sản xuất và tiết ra bởi các vùng trong đám rối mạch mạc trong hệ não thất. Các đám rối mạch mạc gồm các tế bào ống nội tủy được biệt hóa.

## Cấu trúc

### Vị trí
Có một đám rối mạch mạc ở mỗi trong bốn não thất của não. Ở não thất bên, nó chỉ xuất hiện ở sừng dưới.

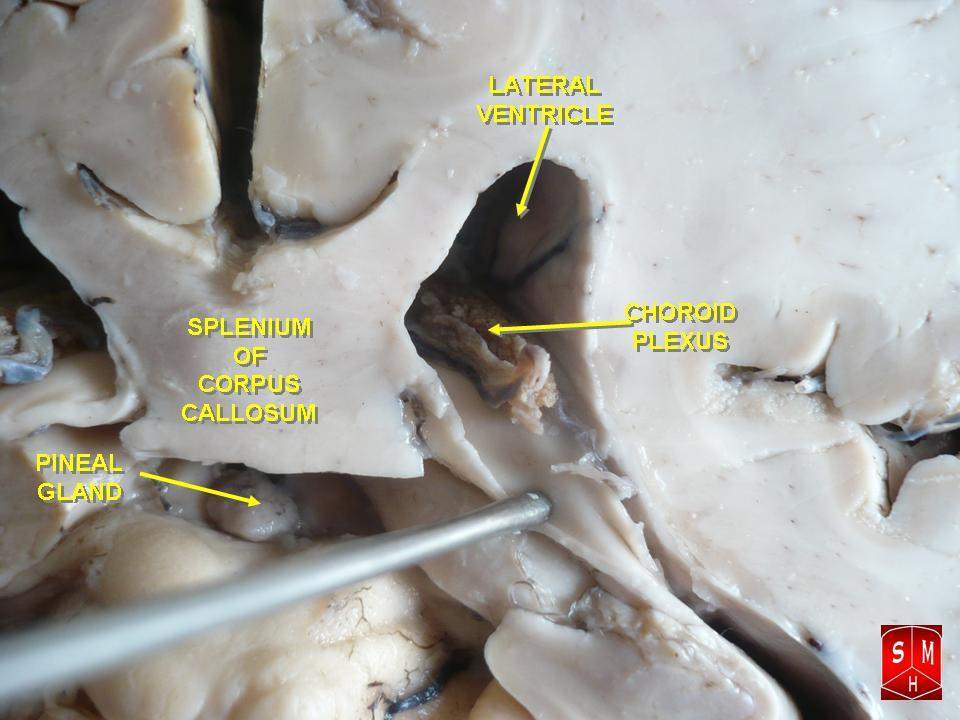
Đám rối mạch mạc

Đám rối mạch mạc còn nằm trong lỗ gian não thất, ở giữa não thất bên và não thất ba. Đám rối mạch mạc não thất bốn nằm bên dưới tiểu não.

## Chức năng
Đám rối mạch mạc sản xuất dịch não tủy (DNT). DNT như một hệ thống lọc, loại bỏ chất thải của quá trình trao đổi chất trong não và trao đổi các phân tử sinh học và xenobiotic ra-vào não. Theo cách này, đám rối mạch mạc có vai trò rất quan trọng trong việc giúp duy trì môi trường ngoại bào, rất cần thiết cho não để hoạt động tối ưu.
Đám rối mạch mạc còn là nguồn chủ yếu tiết ra transferrin đóng vai trò trong cân bằng nội môi sắt trong não.

### Hàng rào máu–dịch não tủy
Hàng rào máu–dịch não tủy (tiếng Anh: blood–cerebrospinal fluid barrier, viết tắt: BCSFB) là một hàng rào chất lỏng, gồm một màng kép ngăn cách máu với DNT ở mức mao mạch và DNT từ mô não. Ranh giới máu–dịch não tủy ở đám rối mạch mạc là một màng gồm các tế bào biểu mô liên kết với nhau bằng dải bịt.  Có hàng rào máu–DNT ở mức màng mềm (pia mater), nhưng chỉ tồn tại ở phôi.
Tương tự như hàng rào máu não (tiếng Anh: blood-brain barrier, viết tắt: BBB), hàng rào máu–DNT có chức năng ngăn chặn hầu hết các chất truyền qua máu vào não, đồng thời cho phép chọn lọc các chất cụ thể đi vào não và tạo điều kiện loại bỏ các chất chuyển hóa trong não vào máu. Mặc dù hàng rào máu não và hàng rào máu–DNT có chức năng tương tự nhau, mỗi hàng rào chọn lọc chất khác nhau vào não do đặc điểm cấu trúc riêng biệt giữa hai hệ hàng rào. Đối với một số chất, hàng rào máu–DNT là vị trí chủ chốt để chất đó chui vào mô não.
Hàng rào máu–DNT được chứng minh là điều chỉnh sự xâm nhập của bạch cầu từ máu đến hệ thần kinh trung ương. Các tế bào đám rối mạch mạc tiết ra cytokine thu nhận các đại thực bào có nguồn gốc từ bạch cầu mono cùng nhiều tế bào khác vào não.

## Ý nghĩa lâm sàng

### Nang đám rối mạch mạc
Trong quá trình phát triển trước khi sinh, một số thai nhi có thể hình thành nang đám rối mạch mạc.  Phát hiện những nang chứa đầy chất lỏng này bằng siêu âm tam cá nguyệt thứ hai chi tiết. Phát hiện này tương đối phổ biến, được sử dụng với tỷ lệ  ~ 1%. Nang đám rối mạch mạc thường là một phát hiện biệt lập. Các nang thường biến mất sau khi mang thai, và thường thì vô hại. Chúng không gây tác hại đối với sự phát triển của trẻ sơ sinh và trẻ nhỏ.
Nang xuất hiện trên thai nhi có thể ám chỉ thai đó mang thể lệch bội với xác suất 1%. Nguy cơ thể lệc bội sẽ tăng lên 10,5 đến 12% nếu xuất hiện thêm các yếu tố khác. Kích thước, vị trí, sự biến mất hoặc tiến triển, và liệu các nang được tìm thấy ở cả hai bên đám rối hay không, đều không ảnh hưởng đến tỷ lệ mang thể lệch bội. 44-50% trường hợp mắc hội chứng Edwards (trisomy 18) và 1,4% trường hợp hội chứng Down (trisomy 21) có nang đám rối mạch mạc. Khoảng 75% kiểu nhân đồ bất thường có liên quan đến  nang đám rối mạch mạc là trisomy 18, khoảng 25% còn lại là trisomy 21.

## Hình ảnh bổ sung

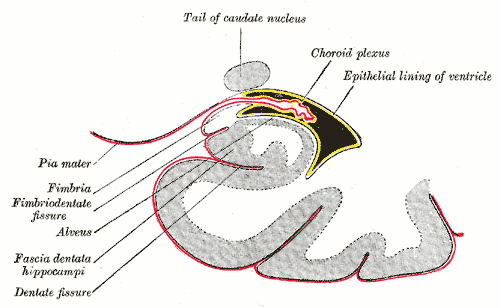
Phần vành sừng dưới của não thất bên.
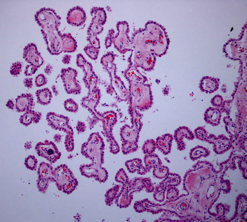
Mô học đám rối mạch mạc (40x)
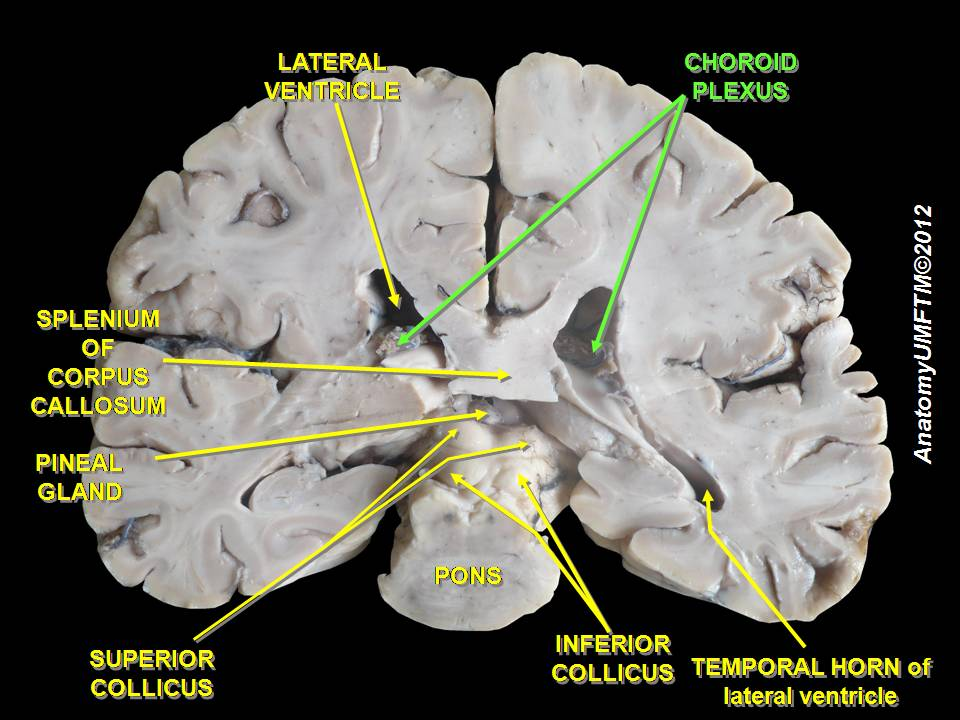
Đám rối mạch mạc
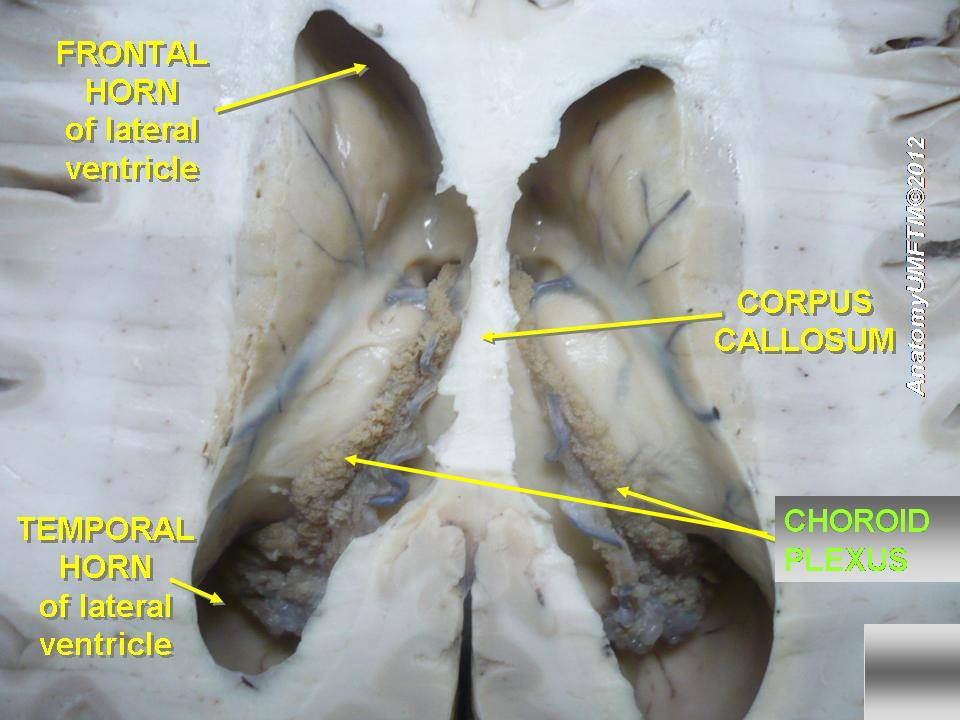
Đám rối mạch mạc